# Эпсилон-сеть
ε-сеть (эпсилон-сеть, ε-плотное множество) для подмножества {\displaystyle M} метрического пространства {\displaystyle X} есть множество {\displaystyle Z} из того же пространства {\displaystyle X} такое, что для любой точки {\displaystyle x\in M} найдётся точка {\displaystyle z\in Z}, удалённая от {\displaystyle x} не более чем на ε.

## Связанные определения
- Метрическое пространство, в котором для каждого {\displaystyle \varepsilon >0} существует конечная {\displaystyle \varepsilon }-сеть, называется вполне ограниченным.

- Метрика {\displaystyle \rho } на множестве {\displaystyle X} называется вполне ограниченной, если {\displaystyle (X,\rho )} — вполне ограниченное метрическое пространство.

- Семейство метрических пространств {\displaystyle (X_{\alpha },\rho _{\alpha })} таких, что для любого {\displaystyle \varepsilon >0} есть натуральное число  {\displaystyle N_{\varepsilon }} такое, что каждое пространство {\displaystyle (X_{\alpha },\rho _{\alpha })} допускает {\displaystyle \varepsilon >0}-сеть из не более чем {\displaystyle N_{\varepsilon }} точек называется универсально вполне ограниченной.
  - Для таких семейств выполняется аналог теоремы Громова о компактности.

- Топологическое пространство, гомеоморфное вполне ограниченному метрическому пространству, называется метризуемым вполне ограниченной метрикой.

## Примеры
- Для стандартной метрики множество рациональных чисел — ε-сеть для множества вещественных для любого ε > 0.
- Множество целых чисел — ε-сеть для множества вещественных для {\displaystyle \varepsilon \geq 0{,}5}

## Свойства
- Метрическое пространство имеет эквивалентную вполне ограниченную метрику тогда и только тогда, когда оно сепарабельно.
- Топологическое пространство метризуемо вполне ограниченной метрикой тогда и только тогда, когда оно регулярно и удовлетворяет второй аксиоме счётности.
- Метрическое пространство компактно тогда и только тогда, когда оно полно и вполне ограниченно. В чуть более общей формулировке, теорема Хаусдорфа о компактности гласит, что для относительной компактности подмножества {\displaystyle M} метрического пространства {\displaystyle X} необходимо, а в случае полноты пространства {\displaystyle X} и достаточно, чтобы при любом {\displaystyle \varepsilon >0} существовала конечная ε-сеть из элементов множества {\displaystyle M}.

### Необходимость
Пусть множество {\displaystyle M} (относительно) компактно. Зафиксируем {\displaystyle \varepsilon >0} и рассмотрим любой элемент {\displaystyle x_{1}\in M}. Если {\displaystyle \rho (x,x_{1})<\varepsilon } для любого {\displaystyle x\in M}, то конечная ε-сеть из одного элемента уже построена. В противном случае найдется элемент  {\displaystyle x_{2}\in M} такой, что 
{\displaystyle \rho (x_{2},x_{1})\geqslant \varepsilon }. Имеются далее две возможности. Либо для любого  {\displaystyle x\in M} по крайней мере одно из чисел {\displaystyle \rho (x,x_{1})} или {\displaystyle \rho (x,x_{2})} меньше {\displaystyle \varepsilon }, и тогда конечная ε-сеть из двух элементов уже построена, либо найдется элемент  {\displaystyle x_{3}\in M} такой, что {\displaystyle \rho (x_{3},x_{1})\geqslant \varepsilon }, {\displaystyle \rho (x_{3},x_{2})\geqslant \varepsilon }, и так далее. Покажем, что процесс построения точек {\displaystyle x_{1},x_{2},\ldots } оборвется после конечного числа шагов, что означает, что конечная ε-сеть будет построена. Если бы это было не так, то получилась бы последовательность {\displaystyle x_{1},x_{2},\ldots ,x_{n},\ldots }, для которой {\displaystyle \rho (x_{i},x_{j})\geqslant \varepsilon } при {\displaystyle i\neq j}. Но тогда ни сама последовательность {\displaystyle \{x_{n}\},} ни любая её подпоследовательность не может сходиться, что противоречит компактности множества {\displaystyle M}. Итак, для компактного множества {\displaystyle M} мы построили конечную ε-сеть, точки которой принадлежат самому множеству.

### Достаточность
Пусть при любом  {\displaystyle \varepsilon >0} существует ε-сеть для множества {\displaystyle M}. Возьмем числовую последовательность {\displaystyle {\mathcal {f}}\varepsilon _{n}{\mathcal {g}}}, где {\displaystyle \varepsilon _{n}\rightarrow 0} при {\displaystyle n\rightarrow \infty } и для каждого {\displaystyle n} построим {\displaystyle \varepsilon _{n}}-сеть {\displaystyle N_{n}=\{z_{1}^{(n)},z_{2}^{(n)},\ldots ,z_{m_{n}}^{(n)}\}}. Рассмотрим произвольную последовательность  {\displaystyle \{x_{n}\}\in M}. Так как {\displaystyle N_{1}} есть {\displaystyle \varepsilon _{1}}-сеть для {\displaystyle M}, то, каков бы ни был элемент {\displaystyle x\in M}, будем иметь, что {\displaystyle \rho (x,z_{i}^{(1)})<\varepsilon _{1}} для хотя бы одного элемента  {\displaystyle z_{i}^{(1)}\in N_{1}}. Поэтому любой элемент {\displaystyle x\in M} попадает хотя бы в один шар {\displaystyle S(z_{i}^{(1)},\varepsilon _{1}),i=1,2,\ldots ,m_{1}}, то есть все множество {\displaystyle M}, а тем более вся последовательность {\displaystyle \{x_{n}\}} разместится в этих шарах. Так как шаров конечное число, а последовательность {\displaystyle \{x_{n}\}} бесконечна, то найдется хотя бы один шар {\displaystyle S(z_{i}^{(1)},\varepsilon _{1})}, который будет содержать бесконечную подпоследовательность {\displaystyle \{x_{n}^{(1)}\}} нашей последовательности. Это рассуждение можно повторить и для {\displaystyle N_{m},m=2,3,\ldots }. Составим диагональную подпоследовательность {\displaystyle x_{1}^{(1)},x_{2}^{(2)},\ldots ,x_{k}^{(k)},\ldots }. Покажем, что эта последовательность сходится в себе. Так как {\displaystyle x_{k}^{(k)}}
и {\displaystyle x_{k+p}^{(k+p)}} при {\displaystyle p>0} входят в {\displaystyle k}-ю подпоследовательность, а {\displaystyle k}-я подпоследовательность содержится в шаре {\displaystyle S(z_{i}^{(k)},\varepsilon _{k})}, то {\displaystyle \rho (x_{k+p}^{(k+p)},x_{k}^{(k)})\leqslant \varepsilon _{k}\rightarrow 0} при {\displaystyle k\rightarrow \infty }. По предположению, пространство {\displaystyle X} полное. Поэтому из сходимости в себе последовательности {\displaystyle \{x_{k}^{(k)}\}}
следует её сходимость к некоторому пределу, а это и доказывает возможность выделения из любой последовательности {\displaystyle \{x_{n}\}} сходящейся подпоследовательности, то есть (относительная) компактность множества {\displaystyle M.}
- Полное метрическое пространство компактно тогда и только тогда, когда для любого {\displaystyle \varepsilon >0} в нём существует компактная ε-сеть.